# Полюсін
Полюсін (пол. Polusin) — село в Польщі, у гміні Свіниці-Варцькі Ленчицького повіту Лодзинського воєводства.
У 1975-1998 роках село належало до Конінського воєводства.